# It's Better If You Don't Understand
It's Better If You Don't Understand là EP đầu tay của ca sĩ và nhà sản xuất âm nhạc Bruno Mars, thành viên của nhóm sản xuất The Smeezingtons. EP đã được phát hành ngày 11 tháng 5 năm 2010, chỉ ở dạng tải về.. Các ca khúc đã được thu âm tại Hawaii và Los Angeles, California. Tên của EP được lấy từ câu hát cuối trong bài hát "The Other Side".

## Đĩa đơn
"The Other Side", hợp tác với Cee-Lo Green và B.o.B, đã được phát hành làm đĩa đơn vào tháng 5 năm 2010 từ EP này. Video âm nhạc của bài hát, do Nick Bilardello và Cameron Duddy đạo diễn, đã được tung ra vào tháng 7 năm 2010.

### Xếp hạng
It's Better if You Don't Understand đạt vị trí #99 trên Billboard 200 trong tuần từ ngày 29 tháng 5 năm 2010, và #97 trên UK Singles Chart ngày 28 tháng 8 năm 2010.

## Danh sách track
| STT | Nhan đề                                              | Sáng tác | Nhà sản xuất                      | Thời lượng |
| --- | ---------------------------------------------------- | --- | --------------------------------- | ---------- |
| 1.  | "Somewhere in Brooklyn"                              | Bruno Mars, Philip Lawrence, Ari Levine                                                                                                | The Smeezingtons, Keshown Cassell | 3:01       |
| 2.  | "The Other Side" (hợp tác với Cee-Lo Green và B.o.B) | Mars, Lawrence, Levine, Brown, Mike Caren, Patrick Stump, Kaveh Rastegar, John Wicks, Jeremy Ruzumna, Joshua Lopez, Bobby Simmons, Jr. | The Smeezingtons                  | 3:48       |
| 3.  | "Count on Me"                                        | Mars, Lawrence, Levine | The Smeezingtons                  | 3:16       |
| 4.  | "Talking to the Moon"                                | Mars, Lawrence, Levine, Albert Winkler, Jeff Bhasker                                                                                   | The Smeezingtons                  | 3:27       |

## Lịch sử phát hành
| Khu vực        | Ngày                | Hãng đĩa          | Định dạng      |
| -------------- | ------------------- | ----------------- | -------------- |
| Hoa Kỳ         | 11 tháng 5 năm 2010 | Atlantic, Elektra | Nhạc số tải về |
| Pháp           | 11 tháng 8 năm 2010 | Warner            | Nhạc số tải về |
| Vương quốc Anh | 11 tháng 8 năm 2010 | Warner            | Nhạc số tải về |